# Delta Force (film, 1986)
 (décembre 2024).
Le contenu est difficilement compréhensible vu les erreurs de traduction, qui sont peut-être dues à l'utilisation d'un logiciel de traduction automatique.
Pour les articles homonymes, voir Delta Force (homonymie).
Série Delta Force
Delta Force 2
(1990)
Pour plus de détails, voir Fiche technique et Distribution.
Delta Force (The Delta Force) est un film d'action israélo-américain coécrit, coproduit et réalisé par Menahem Golan, sorti en 1986.

## Synopsis
Le film s'ouvre sur l'opération Eagle Claw, l'opération américaine menée pour sauver les otages américains détenus à l'ambassade américaine à Téhéran. L'opération est interrompue après un accident d'hélicoptère mortel, avec la Delta Force US, forcée d'évacuer sur un avion C-130 de transport. Le capitaine Scott McCoy (Chuck Norris), contre les ordres de son supérieur le colonel Nick Alexander (Lee Marvin), sauve son camarade blessé Pete Peterson (William Wallace) de l'hélicoptère en flammes avant que toute l'équipe n'évacue enfin. McCoy exprime son dégoût pour les hommes politiques et la hiérarchie militaire qui a forcé le lancement de la mission malgré les risques, et annonce qu'il démissionne de l'armée.
Cinq ans plus tard, deux terroristes libanais Abdul Rafai (Robert Forster) et Mustafa (David Menachem), armés d'un Colt M1911 et d'un PM- 63 pistolet-mitrailleur AK-47, détournent un Boeing 707 du Vol 282 de la Travelways (ATW) qui effectuait un vol du Caire en Égypte vers Athènes en Grèce, puis Rome en Italie, et enfin New York. Prenant 144 passagers et membres d'équipage en otage, le groupe qui fait partie de l'Organisation mondiale de New révolutionnaire pro - Khomeiny, oblige le capitaine Roger Campbell (Bo Svenson) et son équipage à poser l'avion à Beyrouth, au Liban. Ils font des demandes au gouvernement des États-Unis qui, si elles ne sont pas respectées, entraîneront la mort des otages. Pendant la crise, ils séparent également les passagers juifs des autres passagers en forçant l'hôtesse de l'air en chef à les identifier ; elle hésite à le faire parce qu'elle est allemande. À l'insu des autorités, les otages juifs ainsi que deux Marines et le père William O'Malley (George Kennedy) sont débarqués et transportés vers une zone contrôlée militant de Beyrouth, tandis qu'une douzaine de sbires supplémentaires monte à bord, parmi eux le troisième terroriste qui n'avait pu embarquer avec les deux premiers.
L'avion part pour Alger, où les terroristes libèrent les femmes et les enfants. Pendant ce temps, la Delta Force, dirigée par le colonel Alexander et McCoy, rappelé au travail et promu Commandant, sont déployés pour résoudre la crise. Une fois les dernières femmes évacuées, les forces spéciales lancent leur assaut pour découvrir trop tard qu'il y a des pirates supplémentaires, ce qui par inadvertance, alerte les terroristes. Abdul tue un otage, un plongeur de la Marine des États-Unis du nom de Tom, et oblige les pilotes à revenir à Beyrouth, avec la quarantaine de passagers masculin restant. La Delta Force leur donne la chasse pour sauver les otages.
De retour à Beyrouth, les terroristes transportent les passagers restants à un autre endroit, tandis que les pilotes restent dans l'avion. Grâce au concours de l'armée israélienne et à un prêtre orthodoxe grec qui espionne pour eux, le Commandant McCoy et Pete en civil identifient les leaders terroristes et les emplacements des otages. Après une course-poursuite mouvementée, les deux commandos s'en sortent de justesse mais pas le prêtre qui est tué par Abdul.
Le reste de la Delta du colonel Alexander débarque sur une plage la nuit et retrouve le Commandant McCoy et Pete qui mènent tous deux deux assauts séparés pour sauver les otages éparpillés. La Delta Force attaque les terroristes, libère les otages et les évacue vers l'aéroport où se trouve encore l'équipage du Vol 282. Pendant la bataille, la Delta traquent et tue la plupart des militants avant qu'Abdul ne blesse grièvement Pete. Le Commandant McCoy quitte ses hommes pour poursuivre Abdul et le traque dans une maison abandonnée. Un combat à main nu s'engage qui tourne largement à l'avantage de l'américain. Abdul cherche à s'enfuir en voiture mais le major américain le neutralise puis l'élimine en tirant une fusée sur son véhicule.
Pendant ce temps, le commando américain infiltre secrètement l'aérodrome en passant par un champ de cotons pour reprendre le Vol 282. En utilisant des armes silencieuses, Alexander et ses hommes éliminent les gardes terroristes, y compris le dernier pirate de l'air et libèrent les trois membre d'équipage. Militaires et civils embarquent tous à bord pour rejoindre Tel-Aviv en Israël. Le Commandant McCoy rejoint à moto le Boeing 707 juste à temps, alors que ce dernier est au décollage, éliminant au passage plusieurs terroristes sur des jeeps qui tentaient d'intercepter l'avion. A bord, les commandos trinquent avec les otages libérés dans une interprétation vibrante de "America The Beautiful", sauf un petit groupe en classe avant resté au-près de Pete, mourant. Ce dernier, après s'être fait confirmé par McCoy que tout le monde étaient sains et saufs, succombe à ses blessures, le prêtre O'Malley le remerciant et priant pour lui.
Le 707 atterrit en toute sécurité en Israël sous escorte aérienne et les otages sont accueillis par leurs familles, tandis que les commandos débarquent discrètement à l'arrière avec le corps de Pete et rembarquent dans la douleur dans leur avion de transport. L'avion militaire de la Delta Force redécolle ensuite pour les États-Unis sous les applaudissements et les acclamations des otages et de leurs familles.

## Fiche technique
- Titre original : The Delta Force
- Titre français : Delta Force
- Réalisation : Menahem Golan
- Scénario : James Bruner et Menahem Golan
- Musique : Alan Silvestri
- Décors : Luciano Spadoni
- Costumes : Tami Mor
- Photographie : David Gurfinkel
- Montage : Alain Jakubowicz
- Production : Yoram Globus et Menahem Golan
- Production déléguée : Richard M. Greenberg
- Société de production : Cannon Group
- Budget : 9 millions de dollars[1]
- Pays de production :  États-Unis /  Israël
- Langue originale : anglais, arabe, hébreu, grec moderne
- Format : couleur - Ratio 1,85:1 - Son V.O. Dolby Stéréo / V.F. Mono
- Genres : action
- Durée : 125 minutes
- Dates de sortie :
  - États-Unis : 14 février 1986
  - France : 16 avril 1986
- Affiche : Jean Mascii (France)

## Distribution
- Lee Marvin (VF : Henry Djanik) :               Colonel Nick Alexander
- Chuck Norris (VF : Bernard Tiphaine) : Commandant Scott McCoy
- Martin Balsam (VF : Jacques Dynam) : Ben Kaplan
- Robert Forster (VF : Mostefa Stiti) : Abdul
- George Kennedy (VF : Raoul Delfosse) : Father O'Malley
- Hanna Schygulla (VF : Béatrice Delfe[2]) : Ingrid
- Bo Svenson (VF : Raymond Loyer) : Capitaine Campbell
- Robert Vaughn (VF : Philippe Dumat) : Général Woodbridge
- Shelley Winters (VF : Paule Emanuele) : Edie Kaplan
- William Wallace (VF : Vincent Violette) : Pete Peterson
- Charles Grant (en): Tom Hale
- Steve James (VF : Pierre Saintons) : Bobby
- Assaf Dayan : Raffi Amir
- Joey Bishop (VF : Roger Lumont) : Harry Goldman
- Lainie Kazan (VF : Monique Thierry) : Sylvia Goldman
- Susan Strasberg : Debra Levine

## Production
Le tournage a lieu en Cisjordanie, à Haïfa, à Petah Tikva, dans des studios en Israël et à l'aéroport international de Tel Aviv-David Ben Gourion, ainsi que l'aéroport international d'Hellinikon en Grèce et le Pentagone à Arlington en Virginie, pour l'extérieur.

## Autour du film
- Delta Force est le dernier film de Lee Marvin.
- Le vol TWA 847 servit de base pour ce film.
- Le Boeing 707 fut prêté par la compagnie aérienne israélienne MAOF Airlines.

## La saga
1. Delta Force (1986)
2. Delta Force 2 (1990)
3. Delta Force 3 (1991)